# 华缨鱼
华缨鱼（学名：Sinocrossocheilus guizhouensis）为輻鰭魚綱鯉形目鲤科华缨鱼属的鱼类，是中国的特有物种。分布于贵州遵义的乌江水系等。该物种的模式产地在贵州遵义，属乌江水系。
此鱼为亞熱帶淡水鱼，背鰭硬棘3枚；背鰭軟條8枚；臀鰭硬棘3枚；臀鰭軟條5枚，分布于中底水层，体长约8公分，屬草食性，以藻類及苔藓為食。

## 外部連結
- Froese, R. & Pauly, D. (eds.) (2011). Sinocrossocheilus guizhouensis. FishBase. Version 2011-12.